# Gestolen generaties
De gestolen generaties (Engels: Stolen Generations) is een term voor de ongeveer 100.000 kinderen van Australische Aboriginals en Straat Torres-eilanders die tussen 1910 en 1970 door de overheid van hun familie werden gescheiden om ze te assimileren in de blanke samenleving.
Het begrip 'gestolen generaties' werd aan het begin van de jaren tachtig door de Australische historicus Peter Read geïntroduceerd in zijn pamflet The Stolen Generations. Read stuitte in de archieven van de staat New South Wales min of meer per toeval op documenten die aantoonden dat Aboriginalkinderen willens en wetens bij hun ouders waren weggehaald.
In 1997 bracht onderzoek aan het licht dat de kinderen langdurig geestelijk leden onder het verlies van hun familie en cultuur.

## Voorgeschiedenis
Aan het eind van de 19e eeuw waren er zo veel Aboriginals door de Europese kolonisatie gestorven, dat wetenschappers, politici en missionarissen geloofden dat ze binnen afzienbare tijd zouden uitsterven.
De zogenoemde dying race theory vormde een belangrijke aanleiding voor de introductie van protectiewetten. Deze wetten, die de afzonderlijke Australische staten tussen 1869 en 1911 introduceerden, moesten de Aboriginals beschermen door ze in reservaten onder te brengen of onder toezicht van missionarissen te plaatsen.
Voor de uitvoering van de wetten werden er in elke staat een Chief Protector en/of een Protection Board (beschermingsraad) benoemd. In sommige staten werd de Chief Protector tot wettelijk voogd van alle Aboriginalkinderen benoemd, waardoor de ouders hun zorgrechten verloren. In andere staten werden kinderen onder toezicht van de Protection Board geplaatst. Dit maakte het mogelijk om kinderen van hun ouders te scheiden.

## Assimilatiebeleid
Vanaf de jaren twintig van de 20e eeuw groeide de kritiek op het protectiesysteem. Een van de belangrijkste en invloedrijkste critici was de antropoloog A.P. Elkin. Hij was ervan overtuigd dat de Aboriginalvolkeren met behulp van een positief overheidsbeleid voor uitsterven konden worden behoed en in de Australische samenleving konden worden geassimileerd. Zijn ideeën vonden veel weerklank binnen de politiek.
In 1937 werd er in Canberra een conferentie met de titel Aboriginal Welfare georganiseerd om naar oplossingen voor de omgang met de Aboriginalbevolking te zoeken. De conferentie werd sterk beïnvloed door Auber Octavius Neville en Cecil Cook, Chief Protectors van West-Australië resp. het Noordelijk Territorium. Zij stelden assimilatie gelijk met biologische absorptie en waren voorstanders van het 'wegkweken' van de zwarte huidskleur van de Aboriginals.
Uit de notulen van de conferentie blijkt echter dat de meeste deelnemers bij assimilatie eerder aan sociale integratie en economische deelname dachten.
„That, subject to the previous resolution, efforts of all State authorities should be directed towards the education of children of mixed aboriginal blood at white standards, and their subsequent employment under the same conditions as whites with a view to their taking their place in the white community on an equal footing with the whites.“
Het nieuwe beleid gold alleen voor Aboriginals van gemengde afkomst. Die hadden vaak een lichtere huidskleur en werden als gedeeltelijk 'geciviliseerd' beschouwd, waardoor men geloofde dat ze makkelijker konden opgaan in de blanke bevolking. De deelnemers van de conferentie bepaalden dat 'ongeciviliseerde', 'volbloed' Aboriginals in reservaten moesten worden ondergebracht en zo veel mogelijk hun traditionele levensstijl moesten behouden.
Door de Tweede Wereldoorlog raakte het assimilatiebeleid op de achtergrond, maar in 1961 werden de discussies hervat tijdens de Native Welfare Conference. Hier werd voor het eerst vastgelegd wat er onder assimilatie werd verstaan:
„The policy of assimilation means ... that all aborigines and part-aborigines are expected eventually to attain the same manner of  living as other Australians and to live as members of a single Australian community enjoying the same rights and privileges, accepting the same responsibilities, observing the same customs and influenced by the same beliefs, hopes and loyalties as other Australians.“
Critici oordeelden dat politici niet het recht hadden Aboriginals ertoe te dwingen hun cultuur, hun geloof en hun normen en waarden over boord te gooien. De missionaris Charles Duguid schreef bijvoorbeeld dat het wreed en verkeerd was om intelligente individuen de blanke samenleving binnen te leiden. Ook vond hij dat niet kon worden geëist dat mensen die deze stap wel wilden zetten, al hun contacten met 'volbloed' verwanten moesten opgeven.

## Wetgeving
Vanaf de jaren dertig kregen de uitvoerende personen en instanties andere namen. De Chief Protector werd in de meeste staten voortaan Commissioner of Native Affairs genoemd en de Protection Boards werden omgedoopt tot Welfare Boards. Daarnaast werden hun bevoegdheden aanzienlijk uitgebreid.
De volledige assimilatie van de Aboriginals kon het best worden bereikt door kinderen al vroeg van hun ouders te scheiden. Dit werd wettelijk mogelijk gemaakt.
In artikel 8 van de Native Administration Act 1936 van West-Australië werd de Commissioner bijvoorbeeld tot wettelijk voogd van elk Aboriginalkind onder de eenentwintig jaar benoemd, ook wanneer het kind nog een levende ouder of andere verwanten had. Alle staten pasten hun protectiewetten aan met gelijksoortige bepalingen.
Na de oorlog werden ook de kinderbeschermingswetten aangepast om heel gericht Aboriginalkinderen onder toezicht te kunnen plaatsen.

## Moore River Native Settlement

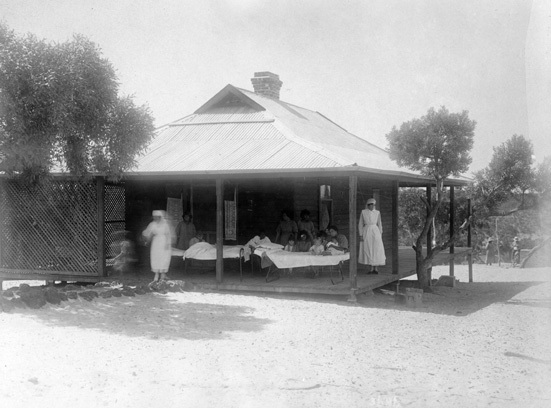
Moore River Settlement ziekenhuis

Moore River Native Settlement nabij Perth is wellicht het bekendste en beruchtste tehuis waar gestolen kinderen werden ondergebracht. Het werd opgericht in 1918 door Chief Protector A.O. Neville. De omstandigheden waarin de kinderen leefden waren erbarmelijk. Dit kwam in 1934 aan het licht toen een commissie onder leiding van H.D. Moseley onderzoek deed naar de behandeling van de Aboriginals in West-Australië. Moseley noemde de gebeurtenissen in het tehuis een „jammerlijk schouwspel“.
Ondanks de schrikbarende bevindingen van de Moseley-commissie veranderde er maar weinig aan de omstandigheden. In de jaren veertig vond er een tweede onderzoek plaats. In 1951 werd Moore River overgedragen aan de Methodist Overseas Mission. Het tehuis bleef tot het midden van de jaren zeventig onder de naam Mogumber Native Mission in gebruik.
Sinds 2008 is Moore River in het bezit van de Aboriginal Land Trust.
Het verhaal van de kinderen van Moore River raakte wereldwijd bekend door het boek Follow the Rabbit-Proof Fence (De vlucht naar huis) van Doris Pilkington Garimara. Het boek werd in 2002 verfilmd.

## Bringing them Home
In het midden van de jaren negentig vond er een nationaal onderzoek plaats naar de praktijken als gevolg van het assimilatiebeleid. De National Inquiry into the Separation of Aboriginal and Torres Strait Islander Children from Their Families interviewde honderden slachtoffers en bracht de resultaten van haar onderzoek bijeen in een rapport met de titel Bringing Them Home dat op 26 mei 1997 aan het parlement werd gepresenteerd.
Het rapport bevatte 54 aanbevelingen waarvan de belangrijkste betrekking hebben op compensatie van de slachtoffers door een openlijke spijtbetuiging en smartengeld, voorzieningen voor de hereniging van kinderen en ouders, slachtofferhulp en educatie.
De commissie kreeg als belangrijke kritiek dat ze hoofdzakelijk slachtoffers had gehoord en geen politici of voormalig personeel van de tehuizen. Ook waren er mensen die vonden dat de gebeurtenissen en hun gevolgen overdreven of onvoldoende bewezen waren.
De staten namen het rapport echter zeer serieus. Een dag na zijn verschijning boden West-Australië en Zuid-Australië hun verontschuldigingen aan. De andere staten volgden korte tijd later.
Op 16 december 1997 volgde de officiële reactie van de federale regering op het rapport. De toenmalige regering onder leiding van premier John Howard stelde een bedrag van $ 63 miljoen over een periode van vier jaar ter beschikking voor de financiering van programma’s en organisaties ter ondersteuning van de slachtoffers.
$ 11,25 miljoen was bijvoorbeeld bestemd voor het oprichten van een nationaal netwerk van Link-Up services. Link-Up is een initiatief van Coral Edwards, zelf als kind gescheiden van haar ouders, en Peter Read en werd in 1983 opgericht. De organisatie helpt bij het opsporen en herenigen van families.
In 2001 stelde de regering nogmaals voor een periode van vier jaar $ 53.9 miljoen beschikbaar voor de voortzetting van de eerder gefinancierde hulpprogramma’s en dienstverlenende instanties.
Een openbare spijtbetuiging kwam er niet en ook het betalen van smartengeld bleef onbespreekbaar.

## Nationale spijtbetuiging

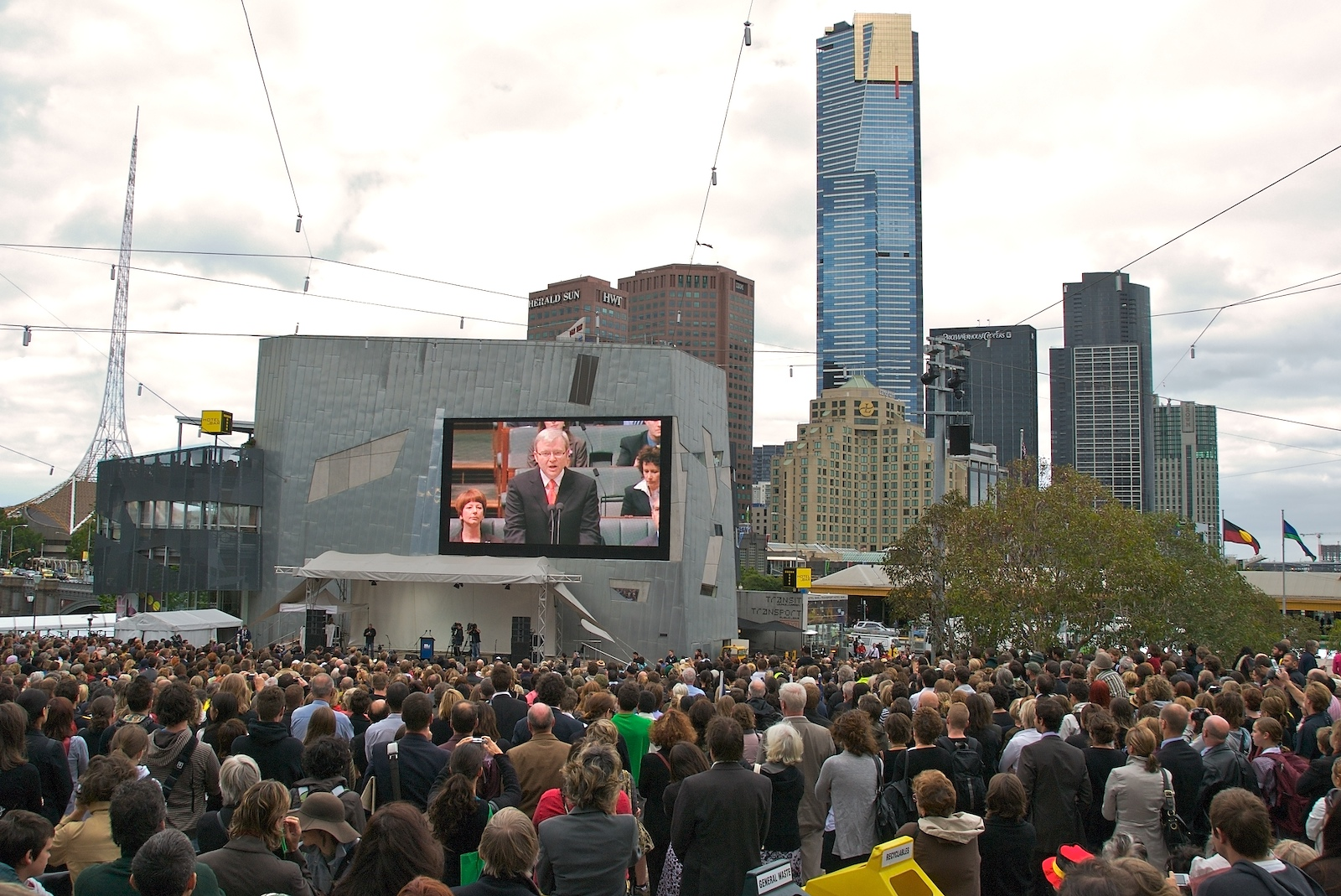
Kevin Rudd zegt sorry, Federation Square, Melbourne

Eind 2007 verloor premier Howard de verkiezingen. Na ruim 10 jaar kwam de Australian Labor Party weer aan de macht. Tijdens de voorafgaande campagne had de partij al aangekondigd tot een openbare spijtbetuiging over te gaan wanneer ze de verkiezingen zou winnen.
Op 13 februari 2008 sprak premier Kevin Rudd officieel namens het Australische volk zijn verontschuldigingen uit tegenover de gestolen generaties.
„Voor de pijn, het leed en het kwaad dat deze gestolen generaties is aangedaan, hun kinderen en hun achtergebleven families, zeggen we sorry.“
Ook onder de regering-Rudd bleef compensatie echter onbespreekbaar.

## Rechtszaken
Enkele slachtoffers hebben geprobeerd om via de rechter financiële genoegdoening te krijgen.
Bruce Allan Trevorrow stelde in 2007 Zuid-Australië verantwoordelijk voor de langdurige, zware depressies waarmee hij al zijn hele leven te kampen heeft. Zij zijn het gevolg van het feit dat hij ten onrechte bij zijn ouders werd weggehaald. Trevorrow kon dit bewijzen met documenten en getuigenverklaringen uit de jaren vijftig. De rechter veroordeelde de staat tot het betalen van schadevergoeding ter hoogte van 525.000 dollar.

## Historische debatten (history wars)
Na het verschijnen van het rapport Bringing Them Home laaiden er vooral onder historici hevige discussies op. Bij deze debatten nemen Peter Read en Keith Windschuttle een centrale rol in.
De nationale commissie heeft het weghalen van Aboriginalkinderen getoetst aan de definitie van genocide, zoals die in het Verdrag inzake de Voorkoming en de Bestraffing van Genocide van 1951 is vastgelegd.
Volgens dit verdrag, dat ook door Australië werd geratificeerd, is er sprake van genocide wanneer:
„het gewelddadig overbrengen van kinderen van de groep naar een andere groep“ plaatsvindt „met de bedoeling om [...] een groep, behorende tot een bepaald ras, geheel of gedeeltelijk als zodanig te vernietigen.“
Het wordt algemeen erkend dat er in Australië kinderen van de ene groep naar een andere werden overgebracht. Waar historici als Read en Windschuttle over debatteren is of dit onder dwang en op grond van ras gebeurde en met als doel de Aboriginalvolkeren te vernietigen.

### De andere gestolen generaties
Het beleid om kinderen in moeilijke thuissituaties of bij ongehuwde moeders weg te halen was algemeen verbreid in de ruime eerste helft van de 20e eeuw. Zo werden naast de 30.000 tot 50.000 kinderen van Aborigines of gemengde afkomst 7.000 tot 10.000 Britse kinderen naar Australië overgebracht, en bijna 450.000 andere Australische kinderen bij hun ouders weggehaald.

## Een nieuwe gestolen generatie
In zijn nationale spijtbetuiging van 13 februari 2008 zei voormalig premier Kevin Rudd:
„For the future we take heart; resolving that this new page in the history of our great continent can now be written. We today take this first step by acknowledging the past and laying claim to future that embraces all Australians. A future where this Parliament resolves that the injustices of the past must never, never happen again.“
Negen jaar later waarschuwt hij voor een nieuwe gestolen generatie. Rudd wijst erop dat er beter naar de mogelijkheden moet worden gekeken om kinderen die uit huis geplaatst moeten worden bij directe familieleden of binnen de eigen ‘kinship group’ (uitgebreidere groep verwanten) onder te brengen. Hij verwijst hiermee naar het Aboriginal Child Placement Principle. Pas als het echt niet anders kan, mogen kinderen bij derden met een andere culturele achtergrond worden ondergebracht.
Uit het jaarlijks verschijnende Report on Government Services van 2018 blijkt dat het aantal kinderen dat uit huis wordt geplaatst, is verdubbeld sinds de nationale spijtbetuiging. In 2008 was het aantal nog 9070, in juni 2017 bedroeg het 17.664.
Daarnaast vermeldt het rapport dat het aantal kinderen dat bij familieleden of binnen de eigen ‘kinship group wordt geplaatst, is gedaald van 74% in juni 2008 naar 67,6% in juni 2017.
De Aboriginal children’s commissioner Andrew Jackomos noemt het weghalen van Aboriginalkinderen een ‘nationale ramp’. Hij spreekt over ‘schokkende en tragische verhalen’ van kinderen die geen contact meer mogen hebben met hun familie en cultuur.
Overal in het land worden kinderen zonder voorafgaande waarschuwing of overleg bij hun ouders of families weggehaald. In sommige gevallen wordt niet gecommuniceerd waar het kind verblijft of om welke reden het uit huis wordt geplaatst.
In New South Wales richten diverse betrokken grootmoeders de organisatie Grandmothers Against Removals (GMAR) op. Zij zorgen ervoor dat diverse gevallen door een rechtbank worden geverifieerd. In de documentaire After the Apology worden vier zulke gevallen gevolgd. In alle vier de gevallen bleken de redenen om het betreffende kind uit huis te plaatsen ongegrond of was het Aboriginal Child Placement Principle niet goed toegepast.
GMAR heeft een aantal richtlijnen opgesteld om Aboriginal community’s beter te betrekken bij het uit huis plaatsen van kinderen of bij het begeleiden van ouders om uithuisplaatsing te voorkomen. Deze zijn door de regering van New South Wales overgenomen.
Ondanks de spijtbetuiging en ondanks films als After the Apology heersen er in de Australische bevolking nog steeds sterke vooroordelen tegen Aboriginals en is de steun voor overheidsbeleid dat de zelfbeschikkingsrechten van Aboriginals beknot groot. Conservatieve media spelen hierbij een belangrijke rol. Op 15 februari 2016 zorgde de conservatieve radiopresentator Alan Jones voor veel ophef toen hij in zijn programma 2GB tegen een luisteraar zei: „We need Stolen Generations“
Op 13 maart 2018 zond het programma Sunrise van het Australische televisienetwerk Seven Network een controversiële bijdrage uit, waarin een panellid eveneens vond dat er een tweede gestolen generatie nodig is. Het netwerk werd op de vingers getikt door de mediatoezichthouder Australian Communications and Media Authority.